# Майбутнє (фільм)
«Майбутнє» — фільм режисера Міранди Джулай 2011 року. Ця 37 річна письменниця, актриса і режисер кілька років тому підкорила Канський кіно фестиваль своїм дебютним фільмом. Її нова картина вийшла не менше цікавою та видовищною.

## Зміст
Коли пара вирішує взяти бездомного кота, їх життєва перспектива змінюється, буквально спотворюючи простір і час, і перевіряючи їх віру в себе і одне одного на міцність.

## Ролі
| Актор                | Роль |
| -------------------- | ---- |
| Геміш Лінклатер      | -    |
| Міранда Джулай       | -    |
| Девід Уоршофськи     | -    |
| Ізабелла Акрес       | -    |
| Джо Паттерлік        | -    |
| Анджела Тримбур      | -    |
| Мері Пассері         | -    |
| Елла                 | -    |
| Кетлін Гаті          | -    |
| Клемент Сейнт-Джордж | -    |

## Знімальна група
- Режисер — Міранда Джулай
- Сценарист — Міранда Джулай
- Продюсер — Джина Вонг, Герхард Майкснер, Роман Пол
- Композитор — Джон Брайон